# Equivalência entre patentes da Marinha
Equivalência entre patentes portuguesas e de outros países:

## Marinha
| Portugal                | Espanha             | França                                  | Holanda | Brasil                  |
| Grumete                 |                     |                                         |         |                         |
| Segundo-marinheiro      | Marinero            | Matelot                                 |         |                         |
| Primeiro-marinheiro     | Marinero de primera | Matelot breveté                         |         |                         |
| Cabo                    | Cabo                | Quartier-maître de 2ème classe          |         | Cabo                    |
| Segundo Subsargento     | Cabo primero        | Quartier-maître de 1ère classe          |         |                         |
| Primeiro Subsargento    | Cabo mayor          | Second-maître                           |         |                         |
| Segundo Sargento        | Sargento            | Maître                                  |         | Segundo Sargento        |
| Primeiro Sargento       | Sargento primero    | Premier-maître                          |         | Primeiro Sargento       |
| Sargento-Ajudante       | Brigada             | Maître-principal                        |         |                         |
| Sargento-Chefe          | Subteniente         | Major                                   |         |                         |
| Sargento-Mor            | Suboficial Mayor    |                                         |         |                         |
| Guarda-marinha          |                     |                                         |         | Guarda-marinha          |
|                         | Alferez-de-fragata  | Enseigne de vaisseau de deuxième classe |         | Segundo-tenente         |
| Segundo-tenente         | Alferez-de-navio    | Enseigne de vaisseau de première classe |         | Primeiro-tenente        |
| Primeiro-tenente        | Teniente de Navio   | Lieutenant de vaisseau                  |         | Capitão-tenente         |
| Capitão-tenente         | Capitan-de-corbeta  | Capitaine de corvette                   |         | capitão-de-corveta      |
| Capitão-de-fragata      | Capitan-de-fragata  | Capitaine de frégate                    |         | Capitão-de-fragata      |
| Capitão-de-Mar-e-Guerra | Capitan-de-navio    | Capitaine de vaisseau                   |         | Capitão-de-Mar-e-Guerra |
| Contra-almirante        | Contralmirante      |                                         |         | Contra-almirante        |
| Vice-almirante          | Vicealmirante       |                                         |         | Vice-almirante          |
| Almirante               | Almirante           |                                         |         | almirante-de-esquadra   |
| Almirante-de-Armada     | Capitan-general     |                                         |         | Almirante               |